# Кастилеха де Гусман
Кастилеха де Гусман (на испански: Castilleja de Guzmán) е населено място и община в Испания. Намира се в провинция Севиля, в състава на автономната област Андалусия. Общината влиза в състава на района (комарка) Голяма Севиля. Заема площ от 2 km². Населението му е 2846 души (по преброяване от 2010 г.). Разстоянието до административния център на провинцията е 7 km.

## Демография
| 1996 | 1998 | 1999 | 2000 | 2001 | 2002 | 2003 | 2004 | 2005 | 2006 |
| ---- | ---- | ---- | ---- | ---- | ---- | ---- | ---- | ---- | ---- |
| 692  | 829  | 1195 | 1447 | 1694 | 1865 | 2145 | 2272 | 2409 |      |